# Ilqa Sangun
Ilqa Sangun (Nilqa Sangun) fou fill del darrer kan dels kerait, Wang Khan. El seu nom sangun derivava de la transcripció mongola del títol xinès tsiang-kiun.
Va forçar al seu pare a enfrontar-se a Genguis Kan el 1202. Genguis Kan va demanar pel seu fill Jotxi la mà de la princesa Tcha'ur-baqi filla de Wang Khan però aquest li va refusar. Ilqa Sangun va aconsellar al seu pare de donar suport a la coalició formada per Djamuqa ara refugiat amb el kan dels kerait.
Al cap de poc es va produir la ruptura entre mongols propis i els kerait: Genguis fou convidat a una reunió de reconciliació on havia de ser capturat, però la trampa fou descoberta i Genguis Kan se'n va escapar. El kerait i els seus aliats va iniciar llavors un atac, Genguis Kan es va haver de retirar i es va poder refugiar en territori dels qongirat, la tribu de la seva dona. Però al cap de poc temps la coalició contra Gengis Khan es va dissoldre i alguns caps planejaven ja l'assassinat de Wang Khan. Aquest se'n va assabentar i va atacar als conspiradors (Daaritai, Qutchar, Altan i Djamuqa) i els va obligar a fugir; es van refugiar amb els naiman, excepte Daaritai que va anar a trobar a Genguis i es va posar al seu costat.
La tardor del 1203 Genguis va sortir del Baldjuna cap a l'Onon per iniciar l'ofensiva i va sorprendre els kerait a la muntanya Djedje'er-undur entre les fonts del riu Tula i del Kerulen. Destruïdes les forces kerait, Genguis Kan va sortir triomfant.
Ilqa Sangun i el seu pare Wang Khan van fugir cap a l'oest al país dels naiman on Wang Khan fou mort per un oficial, però Ilqa Sangun va poder fugir i creuar el Gobi, va portar una vida de bandit a la frontera del regne dels Si-Hia a la zona d'Etsin Gol i va acabar mort obscurament a Kutcha amb els uigurs. Els kerait es van sotmetre a Genguis Kan i foren repartits entre les diverses tribus mongoles.